# Желтогрудый погоныш
Желтогрудый погоныш (лат. Laterallus flaviventer) — вид птиц семейства пастушковых. Выделяют пять подвидов. Встречается на Больших и Малых Антильских островах и в большей части Центральной и Южной Америки.

## Описание
Длина 12,5—14 см. Самцы весят от 22 до 29 г, а самки — от 20 до 28 г. Половой диморфизм не выражен. Лицо охристо-коричневого цвета с тёмной полосой, проходящей через глаз. Над чёрной полосой проходит полоса белого цвета. Верхняя часть головы чёрная. Спина и надхвостье преимущественно чёрные, испещрены белыми полосами. Внешняя поверхность крыльев коричневая, внутренняя черная. Горло, шея по бокам и грудь бледно-охристо-серые; горло более светлое, брюхо белое. Нижняя часть брюха и гузка испещрены чёрными и белыми полосами. Радужная оболочка красновато-коричневая, клюв тёмно-оливковый, а ноги желтоватые.
Описано три типа вокализации: 1) протяжное, резкое, раскатистое «k’kuk kurr-kurr»; 2) жалобное, визжащее, одиночное или повторяющееся «kreer» или «krreh» и 3) пронзительный, свистящий «peep».

## Биология
Желтогрудый погоныш ведёт сумеречный образ жизни. Днем прячется среди растительности, а рано утром или ближе к закату выходит на открытую местность в поисках пищи. Перемещается между трав и тростника, быстро бегает по плавающей растительности, иногда взмахивая крыльями, чтобы не утонуть. Во время полета голова и лапы свисают. В некоторых районах желтогрудые погоныши собираются небольшими стайками.
Питается брюхоногими, пауками и насекомыми, такими как личинки двукрылых, жуки, перепончатокрылые и прямокрылые. Иногда поедает семена, особенно травянистых растений. Пищу ищет на илистых отмелях или среди плавающей растительности, а также на более открытых участках болот.
Начало сезона размножения различается в зависимости от региона: самцы, готовые к размножению, были пойманы в Сальвадоре в августе, в Коста-Рике в июле, в Пуэрто-Рико в марте и в Тринидаде в феврале. Гнездо шаровидное, делается из травы и растительных волокон, размещается на земле, среди травы. В кладке от 3 до 7 кремовых или беловатых яиц, испещренными коричневыми или серыми пятнышками. За птенцами ухаживают оба родителя.

## Подвиды и распространение
Международный союз орнитологов выделяет пять подвидов:
- L. f. gossii (Bonaparte, 1856) — Куба и Ямайка
- L. f. hendersoni (Bartsch, 1917) — остров Гаити и Пуэрто-Рико
- L. f. woodi (van Rossem, 1934) — от центральной Мексики до северо-запада Коста-Рики
- L. f. bangsi (Darlington, 1931) — север Колумбии
- L. f. flaviventer (Boddaert, 1783) — от Панамы на восток через северную и центральную Колумбию и Венесуэлу до Гайаны и на юг через часть Бразилии, восточную Боливию, Парагвай и Уругвай до северо-востока Аргентины, также Тринидад и Тобаго